# Bodellick
Bodellick – wieś w Anglii, w Kornwalii. Leży 64 km na północny wschód od miasta Penzance i 352 km na zachód od Londynu.